# エリック・ロス
エリック・ロス（Eric Roth, 1945年3月22日 - ）は、アメリカ合衆国の脚本家。

## 略歴
1945年3月22日、ニューヨーク州ニューヨーク市マンハッタンに生まれる。ブルックリン区で育った。カリフォルニア大学サンタバーバラ校、コロンビア大学、カリフォルニア大学ロサンゼルス校で学んだ。1994年、ロバート・ゼメキス監督の『フォレスト・ガンプ/一期一会』の脚本を手がける。

## フィルモグラフィー
特記なき作品は脚本を担当。

### 映画
- エアポート'80 The Concorde ... Airport '79 (1979年)
- 容疑者 Suspect (1987年)
- メモリーズ・オブ・ミー Memories of Me (1988年)
- 心のままに Mr. Jones (1993年)
- フォレスト・ガンプ/一期一会 Forrest Gump (1994年)
- ポストマン The Postman (1997年)
- モンタナの風に抱かれて The Horse Whisperer (1998年)
- インサイダー The Insider (1999年)
- ALI アリ Ali (2001年)
- ミュンヘン Munich (2005年)
- グッド・シェパード The Good Shepherd (2006年)
- ラッキー・ユー Lucky You (2007年)
- ベンジャミン・バトン 数奇な人生 The Curious Case of Benjamin Button (2008年)
- ものすごくうるさくて、ありえないほど近い Extremely Loud and Incredibly Close (2011年)
- アリー/ スター誕生 A Star Is Born (2018年)
- Mank/マンク Mank (2020年) 製作のみ
- DUNE/デューン 砂の惑星 Dune (2021年)
- キラーズ・オブ・ザ・フラワー・ムーン Killers of the Flower Moon (2022年)
- HERE 時を越えて HERE （2024）

### テレビ
- ハウス・オブ・カード 野望の階段 House of Cards (2013年 - 2015年) 製作総指揮
- エイリアニスト The Alienist（2018年）製作総指揮

## 受賞
- 1995年 - 第67回アカデミー賞 - 脚色賞（『フォレスト・ガンプ/一期一会』）[5]